# Duravit
Duravit AG er en tysk producent af sanitetsteknik med hovedkvarter i Hornberg, Baden-Württemberg. Virksomheden blev grundlagt i 1817 af Georg Friedrich Horn. De har i dag ca. 7.000 ansatte.